# Samuel Sewall

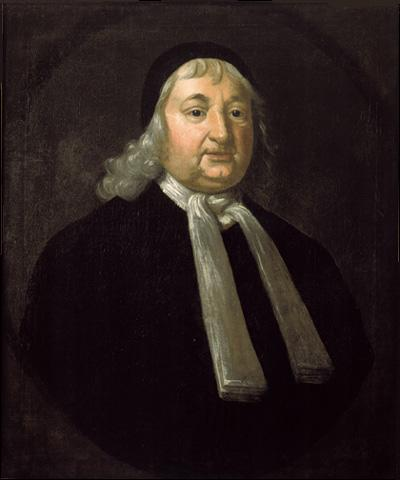
Samuel Sewall 1729 (Gemälde von John Smibert)

Samuel Sewall (* 28. März 1652 in Bishopstoke, Hampshire, England; † 1. Januar 1730 in Boston, Province of Massachusetts Bay) war ein neuenglischer Kaufmann und Richter. Er trat im politischen Geschehen Neuenglands unter anderem als Richter bei den Hexenprozessen von Salem und als erklärter Gegner der Sklaverei hervor. Daneben verfasste er auch einige theologische Schriften. Seine Tagebücher, von denen die Jahrgänge 1674–77 und 1685–1729 erhalten geblieben sind, sind von besonderem Interesse für die Geschichts- und Kulturwissenschaft, da sie einen Einblick in das Alltagsleben der Puritaner wie auch in die politische Entwicklung Neuenglands geben.

## Leben und Werk

### Laufbahn
Er wurde in England als Sohn einer puritanischen Familie geboren, die 1661 nach Massachusetts auswanderte und sich in Newbury niederließ. 1667–75 studierte er in Harvard für das Priesteramt (sein Bettgenosse zu dieser Zeit war Edward Taylor), entschloss sich aber seiner Hochzeit 1677, eine Laufbahn als Kaufmann einzuschlagen. Seine Frau Hannah Hall war die Tochter des Schatzmeisters der Kolonie Massachusetts, und durch seine Patronage konnte Sewall verschiedene wichtige Positionen im puritanischen Gemeinwesen erlangen. 1681–84 unterstand ihm die Bostoner Druckerei, 1691–1725 war er Mitglied der Ratsversammlung (Governor's council) der Kolonie Massachusetts.

### Hexenprozesse von Salem
1692 wurde er vom Gouverneur Sir William Phips zu einem der Richter im Court of Oyer and Terminer berufen, dem Tribunal der Hexenprozesse von Salem. Bei vielen Schuldsprüchen war sein Urteil maßgeblich.
Nach dem Ende der Hexenprozesse kehrte sich die öffentliche Meinung um und wandte sich gegen die Richter, die nun für die mehrheitlich als Verfehlung und Anmaßung gesehenen Ereignisse verantwortlich gemacht wurde. Sewall und seine Familie sahen sich ins gesellschaftliche Abseits gestellt. In den Jahren nach 1692 musste er auch in seinem unmittelbaren persönlichen Umfeld Schicksalsschläge hinnehmen, zwei seiner Töchter starben im Kindbett, 1695 zudem seine Mutter. Sewall sah sein Schicksal mit der allgemeinen Sündhaftigkeit der neuenglischen Kolonisten verknüpft: sich häufende Unbilden wie der Widerruf der Charter der Kolonie Massachusetts 1684, Indianerüberfälle, eine drohende französische Invasion, Missernten und nicht zuletzt die Hexenprozesse empfanden die neuenglischen Puritaner als Strafen Gottes, so dass die Magistrate für den 14. Januar 1697 für ganz Neuengland einen Fasten- und Bettag anordneten, an dem öffentlich Reue für begangene Verfehlungen bezeugt werden sollte. Sewall nahm diesen Tag zum Anlass, eine Bußschrift zu verfassen. Er stellte sich mit gebeugtem Haupt schweigend der Menge, gestand die Schuld ein, die er auf sich geladen hatte, und bat seine Mitbürger darum, ihm zu vergeben und für die Vergebung seiner Sünden, der seiner Familie und der gesamten Kolonie zu beten. Bis zu seinem Tode 1730 legte er jährlich einen Fast- und Bettag ein und betete für die Vergebung seiner Sünden in den Prozessen.

### Chiliastische Schriften
Sewall beteiligte sich auch an theologischen Debatten seiner Zeit. Sein besonderes Interesse galt dabei wie vielen seiner puritanischen Zeitgenossen der heilsgeschichtlichen Deutung historischer wie zeitgenössischer Ereignisse. Sein 1697 erschienenes Werk Phaenomena quaedam Apolyptica ist ein bedeutendes frühes Zeugnis des amerikanischen Millenarismus. Wie viele seiner puritanischen Zeitgenossen war Sewall in dem Glauben, dass er in einem fortgeschrittenen Stadium der Endzeit lebte und bereits fünf der sieben in der Offenbarung des Johannes erwähnten Schalen des Zornes Gottes über die Erde gegossen worden seien. Die Frage, wo die sechste der Schalen ausgegossen und sodann das Neue Jerusalem errichtet werden würde, war daher Gegenstand lebhafter Debatten. Im Mittelpunkt der Phaenomena steht so die Exegese von Offb. 16,12: „Und der sechste Engel goss aus seine Schale auf den großen Strom Euphrat; und sein Wasser trocknete aus, damit der Weg bereitet würde den Königen vom Aufgang der Sonne.“ 16,12 . Sewall deutete den Euphrat als Metapher für die spanischen Kolonien in Amerika, insbesondere Mexiko, die er als katholische Ländereien für die jüngste Domäne des Papstes und somit des Antichristen hielt. Nachrichten wie die von einem Erdbeben in Lima 1687 und die geplante Errichtung einer schottischen Kolonie New Caledonia im spanisch dominierten Panama deutete er so als Zeichen der nahe bevorstehenden Wiederkunft Jesu Christi. Die Phaenomena sind unter anderem eine Antwort auf Joseph Medes viel diskutierte Clavis Apocalyptica (1617), die Gog und Magog in Amerika verortete und die Neue Welt also als der Hölle zugehörig bezeichnete. Sewalls Hoffnung, dass das Neue Jerusalem auf amerikanischem Boden errichtet würde, ist eine frühe quasi-nationalistische Deutung der Endzeit, wie sie bis heute den amerikanischen Exzeptionalismus, also die Vorstellung von Amerika als gelobtem Land, bis heute prägt. In diesem Zusammenhang ist auch Sewalls Befürwortung der These zu sehen, dass die Indianer Nachkommen der verlorenen Stämme Israels seien, wie Roger Williams gemutmaßt und John Eliot und Thomas Thorowgood behauptet hatten, da die Parusieerwartung mit der Bekehrung der Juden verknüpft war und ihm so die Anwesenheit von Juden in der Neuen Welt auf eine besondere Rolle des amerikanischen Kontinents in der Heilsgeschichte hinzuweisen schien.
Berühmt sind nicht zuletzt wegen ihrer poetischen Qualitäten die Schlusssätze der Phaenomena, in denen Sewall in einem rhapsodischen Ton die pastorale Schönheit von Plum Island beschreibt, einer Insel vor der Küste Newports, wo seine Eltern erstmals amerikanischen Boden betraten, und ihr Schicksal mit dem der Christenheit Neuenglands verknüpft:

„As long as Plum Island shall faithfully keep the commanded Post; Notwithstanding all the hectoring Words, and hard Blows of the proud and boisterous Ocean; As long as any Salmon, or Sturgeon shall swim in the streams of Merrimack; or any Perch, or Pickeril, in Crane Pond; As long as the Sea-Fowl shall know the Time of their coming, and not neglect seasonably to visit the Places of their Acquaintance; As long as any Cattel shall be fed with the Grass growing in the Medows, which do humbly bow down themselves before Turkie-Hill; As long as any Sheep shall walk upon Old Town Hills, and shall from thence pleasantly look down upon the river Parker, and the fruitfull Marishes lying beneath; As long as any free and harmless Doves shall find a White Oak, or other Tree within the Township, to perch, or feed, or build a careless Nest upon; and shall voluntarily present themselves to perform the office of Gleaners after Barley-Harvest; As long as Nature shall not grow Old and dote; but shall constantly remember to give the rows of Indian Corn their education, by Pairs; So long shall Christians be born there; and being first made meet, shall from thence be Translated, to be made partakers of the Inheritance of the Saints in Light.“

Für Perry Miller, der in seiner 1956 erschienenen Anthologie The American Puritans die Aufmerksamkeit auf dieses Passage lenkte, stellen dieses Zeilen über die Schönheit des irdischen Amerika – am Ende eines Buches über den Weltuntergang – einen Ausweis der „Amerikanisierung“ der Puritaner Neuenglands dar, den Moment also, an dem die Verbundenheit mit der neuen Heimat die Liebe zum Mutterland England ablösen beginnt. Sacvan Bercovitch sieht Sewalls Bestreben, spirituelle Wahrheiten aus natürlichen Phänomenen abzuleiten, hier ideengeschichtlich am Beginn einer im Transzendentalismus eines Ralph Waldo Emerson gipfelnden spezifisch amerikanischen Traditionslinie – tatsächlich unternahm Emersons Zeitgenosse John Greenleaf Whittier eine Umdichtung von Sewalls Zeilen und machte sie zum Bestandteil seines Gedichts The Prophecy of Samuel Sewall, das die Erfüllung und das Fortwähren von Sewalls Vision zum Gegenstand hat.
Sewall entwickelte ein ausgeprägtes Sendungsbewusstsein für seine Thesen und verschenkte zahlreiche Exemplare der Schrift. Cotton Mather erhielt allein vier Exemplare und ist offenkundig auch von der Lektüre angeregt worden, wie die an Sewall gerichtete Widmung in Mathers Theopolis Americana (1710) bezeugt, die ebenfalls die These von der neuen Welt als Neuem Jerusalem verficht. Eine Fortführung seiner Thesen verfasste Sewall 1713 mit der Schrift Accomplishment of Prophesies Humbly Offered; 1727 veranlasste er eine zweite Auflage der Phaenomena.

### Gegner der Sklaverei
1700 veröffentlichte er das Traktat The Selling of Joseph, das eines der ersten Dokumente des amerikanischen Abolitionismus darstellt. Sewall plädierte darin mit biblischen Argumenten für die Gleichheit aller Menschen und stellte so die Rechtmäßigkeit der Sklaverei in Abrede. In diesem Jahr ließ sich Sewall auch auf einen mehrjährigen Konflikt mit John Saffin ein, einem der wohlhabendsten und auch politisch einflussreichsten Kaufleute Neuenglands. Saffin, der sein Vermögen unter anderem mit Sklavenhandel erworben hatte, hatte gegen 1694 seinem Sklaven Adam versprochen, ihn binnen sieben Jahren in die Freiheit zu entlassen, so er sich gehorsam zeige und hart arbeitete. Als der Sklave 1700 auf die Einlösung des Versprechens drängte, verwehrte ihm Saffin jedoch die Freilassung, und so entlief er und suchte bei Sewall Schutz. Sewall und Saffin lieferten sich in den nächsten Jahren langwierige Gerichtsprozesse, die schließlich in der Freilassung des Sklaven mündeten. 1701 veröffentlichte Saffin eine Rechtfertigungsschrift auf Sewalls Traktat (A Brief and Candid Answer).

## Werke
- The Revolution in New England Justified, 1691
- Phaenomena quaedam Apocalyptica ad aspectum Novi Orbis configurata. Or, some few lines towards the description of a New Heaven, 1697
  - Digitalisat (pdf)
- The Selling of Joseph: A Memorial, 1700.
  - Scan und Transkription der einzigen erhaltenen Ausgabe auf der Website der Massachusetts Historical Society.
- Proposals Touching the Accomplishment of Prophecies, 1713
- A Memorial Relating to the Kennebeck Indians
- Talitha Cumi; or, An Invitation to Women to look after their Inheritance in the Heavenly Mansions., 1725.